# تپه سنگچین
تپه سنگچین مربوط به دوران پیش از تاریخ ایران باستان تا دوران‌های تاریخی پس از اسلام است و در شهرستان صحنه، بخش مرکزی، روستای سنگچین واقع شده و این اثر در تاریخ ۱۸ خرداد ۱۳۸۴ با شمارهٔ ثبت ۱۱۸۲۵ به‌عنوان یکی از آثار ملی ایران به ثبت رسیده است.